# Psathyropus tongkingensis
Psathyropus tongkingensis is een hooiwagen uit de familie Sclerosomatidae.